# Lasioptera furcata
Lasioptera furcata är en tvåvingeart som beskrevs av Philippi 1865. Lasioptera furcata ingår i släktet Lasioptera och familjen gallmyggor. Inga underarter finns listade i Catalogue of Life.